# سوچ پایین
سوچ پایین یک روستا در ایران است که در دهستان بلورد شهرستان سیرجان واقع شده‌است. سوچ پایین ۳۲ نفر جمعیت دارد.